# 博热-圣瓦利耶-皮埃尔瑞和基特尔
博热-圣瓦利耶-皮埃尔瑞和基特尔（法語：Beaujeu-Saint-Vallier-Pierrejux-et-Quitteur，法語發音：[boʒø sɛ̃ valje pjɛʁʒy e kitœʁ]）是法国上索恩省的一个市镇，属于沃苏勒区。

## 地名
博热-圣瓦利耶-皮埃尔瑞和基特尔是法国境内名称第二长的市镇，共有43个字符（38个字母）和6个单词，仅次于圣雷米昂布兹蒙-圣热内和伊松（Saint-Remy-en-Bouzemont-Saint-Genest-et-Isson，共有45个字符 (38个字母) 和8个单词），若仅按字母数排名则二者同为法国境内名称最长市镇。

## 历史
该市镇原为博热（Beaujeux），其于1807年与皮埃尔瑞（Pierrejux）合并为博热和皮埃尔瑞（Beaujeux-et-Pierrejux），随后于1808年又与圣瓦利耶（Saint-Vallier）合并为博热-圣瓦利耶和皮埃尔瑞（Beaujeux-Saint-Vallier-et-Pierrejux），又于1972年与基特尔（Quitteur）合并为博热-圣瓦利耶-皮埃尔瑞和基特尔（Beaujeu-Saint-Vallier-Pierrejux-et-Quitteur）。

## 地理
博热-圣瓦利耶-皮埃尔瑞和基特尔（47°30'17"N, 5°40'34"E）面积35.12 平方千米，位于法国勃艮第-弗朗什-孔泰大區上索恩省，该省份为法国东部内陆省份，北起顺时针与孚日省、贝尔福地区省、杜省、汝拉省、科多尔省和上马恩省接壤。

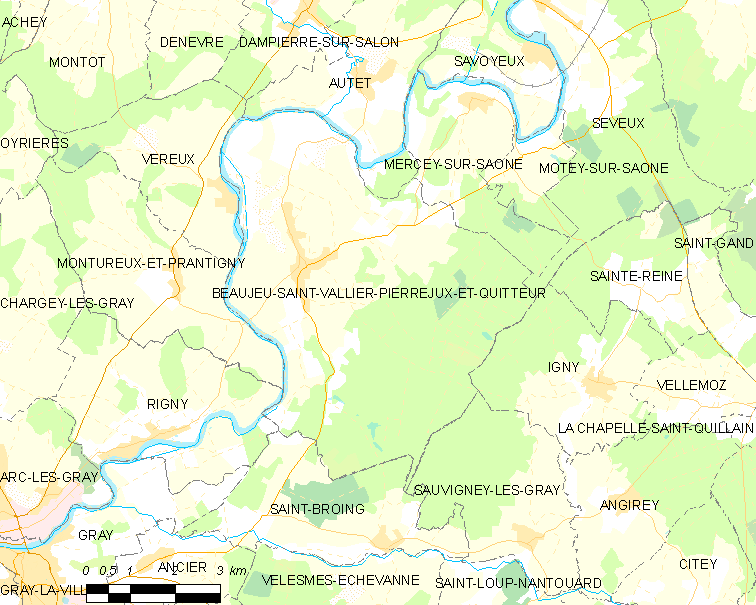
博热-圣瓦利耶-皮埃尔瑞和基特尔的OSM定位图

与博热-圣瓦利耶-皮埃尔瑞和基特尔接壤的市镇（或旧市镇、城区）包括：欧泰、伊尼、索恩河畔梅尔塞、蒙蒂勒和普朗蒂尼、里尼、索维涅莱格雷、瑟沃-莫泰。
博热-圣瓦利耶-皮埃尔瑞和基特尔的时区为UTC+01:00、UTC+02:00（夏令时）。

## 行政
博热-圣瓦利耶-皮埃尔瑞和基特尔的邮政编码为70100，INSEE市镇编码为70058。

## 政治
博热-圣瓦利耶-皮埃尔瑞和基特尔所属的省级选区为索恩河畔塞和圣阿尔班县。

## 人口
博热-圣瓦利耶-皮埃尔瑞和基特尔于2022年1月1日时的人口数量为922人。

1962-2008年间博热-圣瓦利耶-皮埃尔瑞和基特尔人口变化图示